# Sigfrid Hansson

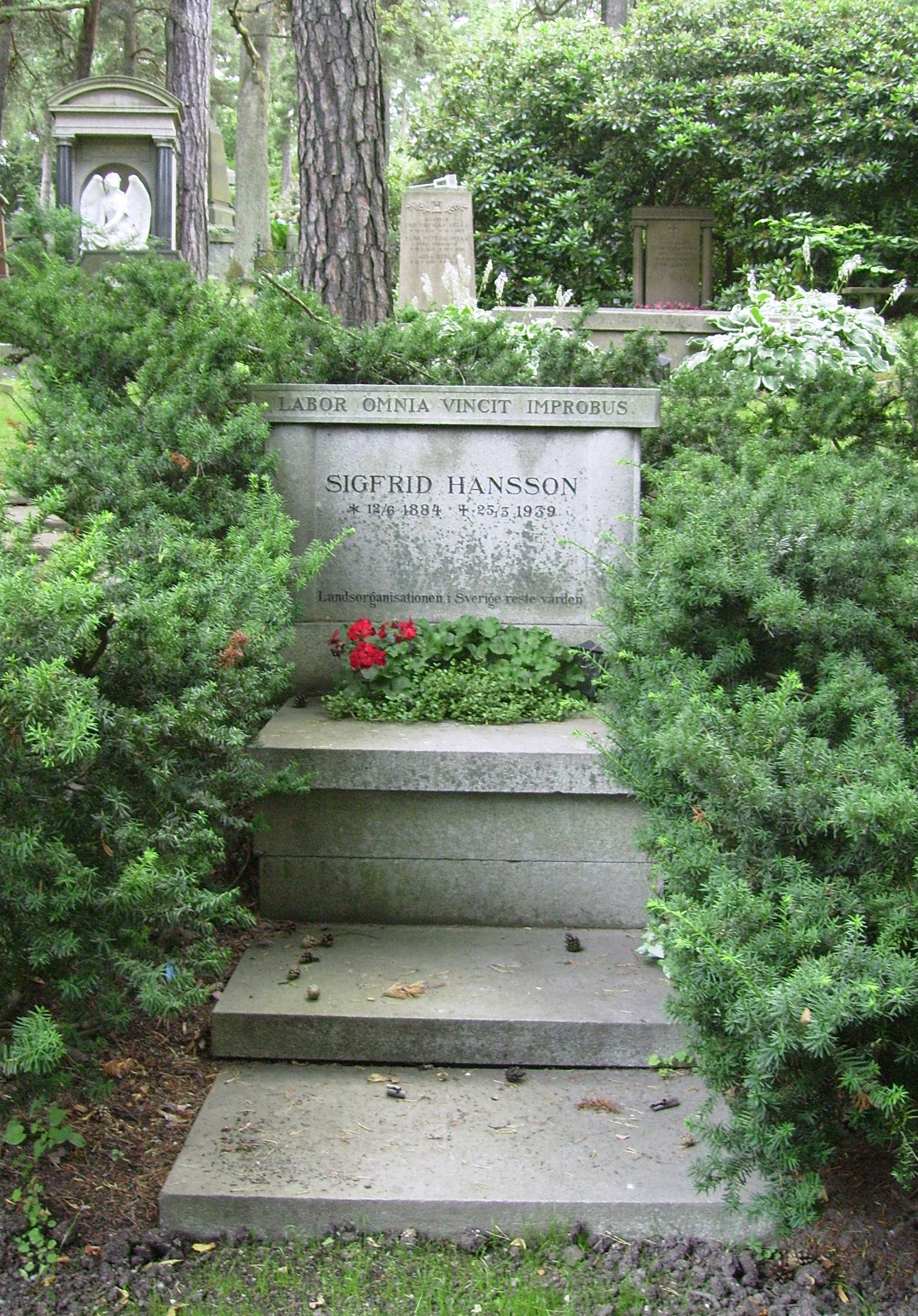
Gravvård på Norra begravningsplatsen i Solna. Överst på stenen står det "Labor omnia vincit improbus" ("Ihärdigt arbete övervinner allt").

Sigfrid Hansson, född 12 juni 1884 i Vellinge församling, Malmöhus län, död 25 mars 1939 i Bromma församling, Stockholms stad, var en svensk journalist, ämbetsman och politiker (socialdemokrat). Han var äldre bror till statsminister Per Albin Hansson.

## Biografi
Hansson gick först i sin far Carls fotspår och arbetade som murare 1897–1905, och var därefter medarbetare i Ny Tid. Hansson liksom sin bror tillhörde den skara unga socialdemokrater i Malmö som grundade det socialdemokratiska ungdomsförbundet (SDU) 1903. 1908 anställdes han i Social-Demokraten, där han var ansvarig utgivare 1909–1914. Efter tjänstgöring vid Svenska Telegrambyrån blev Hansson 1920 redaktionssekreterare i Social-Demokraten. Samma år blev han redaktör för LO:s tidskrift Fackföreningsrörelsen. Han har i flera arbeten dokumenterat sig som en framstående kännare av den svenska fackföreningsrörelsens historia. Bland hans verk märks Bidrag till den svenska fackföreningens historia (3 band, 1920–1922), Den svenska fackföreningsrörelsen (1923, 2:a upplagan 1927) och minnesskriften Landsorganisationen första kvartssekel 1898–1923 (1923). Hansson medverkade även i Svensk uppslagsbok under signaturen S.H..
Sigfrid Hansson blev under 1920- och 1930-talen en flitig skribent och debattör inom arbetarpressen. Hans idéer och tankar kom att få stor spridning. I egenskap av redaktör för Fackföreningsrörelsen fick Hansson också en central roll i LO och när organisationen under mellankrigstiden kom att satsa mer på folkbildning i syfte att förankra reformismen bland LO-medlemmarna blev Hansson en nyckelfigur.
Hansson tillhörde sedan 1919 första kammaren, där han från 1922 tillhörde lagutskottet.
Han var även föreståndare för LO-skolan Brunnsvik innan han 1937 blev generaldirektör för Socialstyrelsen.
Sigfridsgatan i södra Kulladal i Malmö är namngiven efter honom, liksom Per Albin Hanssons väg och Nils Edvinsgatan i närheten är namngivna efter hans bröder.